# Hovd (folyó)
A Hovd, korábban használt magyar elnevezése: Kobdó (mongol nyelven Ховд, Ховд гол) folyó Nyugat-Mongóliában, Bajan-Ölgij tartományban és Hovd tartomány északi részén. A Mongol-Altaj legnagyobb folyója.

## Földrajz
Hossza: 516 km, vízgyűjtő területe: kb. 50 000 km², évi közepes vízhozama az alsó folyásán: kb. 100 m³/s. Más forrás szerint: hossza: 593 km, vízgyűjtő területe: kb. 59 000 km², vízhozama: 100 m³/s.
A három országhatár találkozásánál fekvő Tavan Bogd-hegység déli lejtőin, Bajan-Ölgij tartományban ered. Felső szakaszán két tavon folyik keresztül (a Hurgan-tó (Хурган нуур) és a Hoton-tó (Хотон нуур) egymáshoz közel, több mint 2000 m tengerszint feletti magasságban fekszik). A Mongol-Altaj északi előhegyei között kanyarogva északkelet felé tart, útján több jelentős hegyi folyó vizét veszi fel.
Az Acsit-tó vizét levezető kis folyó betorkolásánál a Hovd medre délkelet felé fordul, onnantól hosszú szakaszon a folyó képezi a határt Baján-Ölgij- és Uvsz tartomány között. Alsó szakaszán, Hovd tartományban már a Nagy-tavak medencéjében halad és mocsaras deltát képezve három ággal ömlik a Har-Usz-tóba (1157 m abszolút magasságban).
Októbertől áprilisig befagy, május-júniusi árvize van. A folyó mentén több járási székhely, valamint Ölgij tartományi székhely helyezkedik el. 

## Mellékfolyói
Felső folyásának jelentős mellékfolyói a Mongol-Altajban erednek: 
- balról a Cagán (Цагаан гол, 115 km) és a Szogó (Согоогийн гол, 150 km)
- jobbról a Szagszaj (Сагсай гол, 130 km).

Legnagyobb mellékfolyója az alsó folyásán beömlő Bujant (Буянт гол, 218 km), melynek partján fekszik Hovd tartományi székhely; a Bujant torkolatánál kezdődik a Hovd mocsaras deltavidéke.